# Rubens Minelli
Pour les articles homonymes, voir Minelli.
Rubens Minelli, né le 19 décembre 1928 à Sao Paulo où il est mort le 23 novembre 2023, est un footballeur brésilien devenu entraîneur à la fin de sa carrière.
Il passe la majorité de sa carrière au Brésil, que ce soit lors de sa période en tant que joueur ou plus tard sur le banc, excepté deux mandats en Arabie saoudite : un dans le club d'Al Hilal Riyad et un second à la tête de l'équipe nationale.

## Biographie

### Carrière de joueur
Rubens Minelli porte les couleurs de plusieurs clubs brésiliens durant sa carrière : Ypiranga, Nacional AC São Paulo, Palmeiras, EC Taubaté et EC São Bento. Il doit raccrocher les crampons prématurément en 1955, à 27 ans après s'être cassé la jambe.

### Carrière d'entraîneur
À la suite de cette blessure, Rubens Minelli commence sa carrière d'entraîneur dans le club d'América FC, puis va diriger de nombreuses autres équipes au Brésil comme Internacional, São Paulo, Palmeiras, Grêmio, Paraná, Sport Club do Recife, Francana, Corinthians, Santos, Portuguesa, Guarani, Ponte Preta, Rio Branco, AFE Ferroviária, Atlético Mineiro et Coritiba.
À la fin des années 1970, il part pour l'Arabie saoudite pour prendre la tête d'Al-Hilal Riyad, puis est choisi par les dirigeants de la fédération pour prendre en main l'équipe nationale à la suite du Britannique David Woodfield en 1980. Son mandat ne dure qu'une seule saison et il retourne terminer sa carrière d'entraîneur dans son pays natal.

## Palmarès
América
- Campeonato Paulista Série A2 : 1963

Sport Club do Recife
- Campeonato Pernambucano : 1966

Palmeiras
- Tournoi Roberto Gomes Pedrosa : 1969

Sport Club Internacional
- Campeonato Brasileiro Série A : 1975 et 1976
- Campeonato Gaúcho : 1974, 1975 et 1976

Associação Atlética Francana
- Campeonato Paulista Série A2 : 1977

São Paulo Futebol Clube
- Campeonato Brasileiro Série A : 1977

Al-Hilal Riyad
- Crown Prince Cup : 1979/1980

Grêmio Foot-Ball Porto Alegrense
- Campeonato Gaúcho : 1985

Paraná Clube
- Campeonato Paranaense : 1993, 1994 et 1997